# Parasciton inermis
Parasciton inermis är en skalbaggsart som beskrevs av Britton 1990. Parasciton inermis ingår i släktet Parasciton och familjen Melolonthidae. Inga underarter finns listade i Catalogue of Life.